# Patience (Eddie-Murphy,-Anika-Noni-Rose-und-Keith-Robinson-Lied)
Patience ist ein für den Film Dreamgirls von Henry Krieger und Willie Reale geschriebenes Lied. Es wurde im Film, wie auch auf dem zugehörigen Soundtrack von Eddie Murphy, Anika Noni Rose und Keith Robinson gesungen. Das Lied wurde 2007 in der Sparte Bester Song für den Oscar nominiert.

## Veröffentlichung
Das dem Genre Soulmusik zuzurechnende Lied Patience wurde 2006 auf dem Original Soundtrack zu Dreamgirls bei Sony Music veröffentlicht. Es ist das zwölfte Stück auf dem Tonträger.

## Auszeichnungen
- Patience wurde, wie auch die Lieder Listen (gesungen von Beyoncé Knowles) und Love You I Do (gesungen von Jennifer Hudson) aus dem Film Dreamgirls 2007 in der Sparte Bester Song für den Oscar nominiert. Die Auszeichnung ging aber an Melissa Etheridges Lied I Need to Wake Up in Eine unbequeme Wahrheit.[2]
- Auch bei den 11. OFTA (2006) war Patience zusammen mit Listen und Love You I Do als Best Original Song nominiert. Der OFTA Award ging an Listen.[3]